# Талгар (река)
Талгар (каз. Талғар) — река в Талгарском районе Алматинской области. Длина реки — 117 км (вместе с крупнейшим из притоков), площадь водосборного бассейна — 444 км².
Высота истока — 1201,7 м над уровнем моря. Высота устья — 475,6 м над уровнем моря.
Река берёт начало с Талгарского ледника, образуется слиянием рек Левый Талгар и Правый Талгар. Берёт начало с горы Кыземшек. Впадает в Капчагайское водохранилище. Долина в верхнем течении с высокими отвесными склонами, в нижнем проходит по слабо пересечённой равнине.
Питание реки Талгар ледниково-снеговое и грунтовое. Среднегодовой расход воды у города Талгар 10,6 м³/с. В 1921, 1947 и 1949 годах наблюдались селевые паводки.
Воды реки используются для орошения и водоснабжения, эксплуатируются энергетическими предприятиями. На реке находятся город Талгар, сёла Ават, Байтерек, Жанашар и другие населённые пункты. Через Талгар построено несколько автомобильных мостов.